# هانس بيندر
هانس بيندر (بالألمانية: Hans Binder)‏ هو سائق فورمولا 1 نمساوي، ولد في 12 يونيو 1948 في Zell am Ziller ‏ في النمسا.